# Paul Tibbitt
Paul Harrison Tibbitt IV (* 13. Mai 1968 in Los Angeles) ist ein US-amerikanischer Regisseur, Trickfilmzeichner und Produzent.

## Leben
Tibbitt studierte am California Institute of the Arts und belegte dort den Studiengang character animation. Danach arbeitete er seit den 1990er-Jahren für Nickelodeon. Früher war er Charakterdesigner für die Serie CatDog. Nachdem Stephen Hillenburg grünes Licht für die Produktion der ersten Staffel von SpongeBob Schwammkopf bekommen hatte, bat er seinen Bekannten Tibbitt, als board artist an der Serie mitzuarbeiten. Nach drei Staffeln stieg Hillenburg aus der Serie aus, Tibbitt übernahm daraufhin seine Aufgaben als Executive Producer. Für seine Arbeit an der Serie wurde er in den Jahren 2003, 2004 und 2005 für den Emmy Award nominiert. Im Jahr 2006 wurde ihm mit dem Annie Award im Bereich „Beste Zeichentrickserie“ die bisher größte Auszeichnung zuteil. Seine Position als Executive Producer gab er 2015 an Vincent Waller und Marc Ceccarelli ab, da er am dritten SpongeBob-Film arbeitete. Er führte außerdem bei SpongeBob Schwammkopf 3D Regie. 2019 verließ er SpongeBob und arbeitet seitdem bei Dreamworks.
Im englischsprachigen Original synchronisierte er Betsy Krabs bei ihren ersten zwei Auftritten (Unaussprechlich und Einmal wieder jung sein). Diese Aufgabe wurde aber ab ihrem dritten Auftritt (Wo die Liebe hinfällt) auf Sirena Irwin übertragen. Weiterhin sprach er in der Vergangenheit einige Nebenrollen wie den Mond in der Folge Die SteinBobs.

## Filmografie

### Als Produzent
- 2005–2016: SpongeBob Schwammkopf (SpongeBob SquarePants, Fernsehserie, 143 Episoden)
- 2015: SpongeBob Schwammkopf 3D (The SpongeBob Movie: Sponge Out of Water)
- 2020: Die Mächtigen (The Mighty Ones, Fernsehserie, 10 Episoden)

### Als Drehbuchautor

#### Filme
- 1999: Herd (Kurzfilm)
- 2004: Der SpongeBob Schwammkopf Film (The SpongeBob SquarePants Movie)
- 2007: Diggs Tailwagger (Kurzfilm)
- 2015: SpongeBob Schwammkopf 3D (The SpongeBob Movie: Sponge Out of Water)

#### Serien
- 1999–2012: SpongeBob Schwammkopf (SpongeBob SquarePants, Fernsehserie, 105 Episoden)

#### Videospiele
- 2004: The SpongeBob SquarePants Movie
- 2009: SpongeBob’s Truth or Square
- 2016: Plants vs. Zombies: Garden Warfare 2

## Synchronrollen (Auswahl)

### Filme
- 2015: SpongeBob Schwammkopf 3D (The SpongeBob Movie: Sponge Out of Water) als Kyle

### Serien
- 1998: Cartoon Sushi (Fernsehserie, Episode 1x10) als Ned
- 2001–2023: SpongeBob Schwammkopf (SpongeBob SquarePants, Fernsehserie, 19 Episoden) als KritzelBob, Potty der Papagei, Plankton's Großvater, König Neptune, Mama Krabs und diverse weitere Rollen